# لورنس كامينغز
لورنس كامينغز (بالإنجليزية: Laurence Cummings)‏ هو موزع بريطاني، ولد في 1968.

## وصلات خارجية
- لورنس كامينغز على موقع ميوزك برينز (الإنجليزية)
- لورنس كامينغز على موقع أول ميوزيك (الإنجليزية)
- لورنس كامينغز على موقع ديسكوغز (الإنجليزية)